# Reimann
Reimann ist ein Familienname.

## Namensträger

### A
- Adolf Reimann (1828–vor 1903), deutscher Kunstsammler
- Albert Reimann (Chemiker) (Albert Reimann senior; 1868–1954), deutscher Chemiker und Unternehmer
- Albert Reimann (1874–1976), deutscher Bildhauer, Kunsthandwerker und Kunstpädagoge
- Albert Reimann (Unternehmer) (Albert Reimann junior; 1898–1984), deutscher Unternehmer, siehe Reimann (Unternehmerfamilie)
- Alexander Reimann (* 2000), deutscher Handballspieler
- Alexandra Reimann (* 1974), deutsche Fußballspielerin
- Alfred Reimann (Gartenarchitekt) (1877–1955), deutscher Gartenarchitekt
- Alfred Reimann (Musikproduzent) (* 1957), deutscher Musikproduzent
- Andrea Reimann-Ciardelli (* 1957), deutsch-amerikanische Unternehmerin, Mäzenin
- Andreas Reimann (* 1946), deutscher Schriftsteller
- Anys Reimann (* 1965), deutsche Künstlerin
- Aribert Reimann (1936–2024), deutscher Komponist und Pianist
- Aribert Reimann (Historiker) (* 1969), deutscher Historiker
- Arnold Reimann (1870–1938), deutscher Geschichtslehrer
- August Reimann (Politiker, 1764) (1764–1827), Bürgermeister von Buttstädt und Abgeordneter im Landtag von Sachsen-Weimar-Eisenach
- August Reimann (Politiker, I), Abgeordneter im Sächsischen Landtag
- August Reimann (Politiker, 1895) (1895–1948), deutscher Politiker (USPD, KPD, SED)
- August Reimann (Verwaltungsjurist) (1908–nach 1947), deutscher Verwaltungsjurist und Landrat
- Augustin Reimann CSsR (1899–1970), böhmisch-deutscher Redemptorist
- Axel Reimann (* 1951), deutscher Mathematiker und Direktoriumsmitglied der Deutschen Rentenversicherung Bund

### B
- Barbara Reimann (1920–2013), deutsche Angehörige des politischen Widerstandes gegen den Nationalsozialismus
- Bettina Reimann (* 1964), deutsche Journalistin und Regionalautorin
- Bonifacio Antonio Reimann Panic (* 1952), polnischer Geistlicher, Apostolischer Vikar von Ñuflo de Chávez
- Brigitte Reimann (1933–1973), deutsche Schriftstellerin
- Brigitte Reimann (Journalistin)  (* im 20. Jahrhundert), deutsche Journalistin, Fernsehredakteurin und Moderatorin

### C
- Carl Reimann (1857–1929), deutscher Lehrer und Schriftsteller
- Carlo Reimann (* 2001), deutscher American-Football-Spieler
- Carola Reimann (* 1967), deutsche Politikerin (SPD), MdB, Ministerin, Vorstandsvorsitzende des AOK-Bundesverbands
- Christian Reimann (* 1979), deutscher Fußballspieler
- Christiane Reimann (1888–1979), dänische Krankenschwester, Direktorin des ICN und Pflegewissenschaftlerin
- Clara Reimann (1848–1915), deutsche Mäzenin
- Claudius Reimann (* 1969), deutscher Saxophonist

### D
- Dietmar B. Reimann (1947–2011), deutscher Privatdetektiv, Schatzsucher und Autor
- Daniel Reimann (* 1974), deutscher Romanist und Hochschullehrer
- Dominik Reimann (* 1997), deutscher Fußballtorhüter

### E
- Eberhard Reimann (* 1936), deutscher Pharmazeut und Hochschullehrer
- Eduard Reimann (1833–1898), deutscher Theaterschauspieler und Theaterintendant
- Else Reimann, Geburtsname von Else Reventlow (1897–1984), deutsche Publizistin
- Emil Reimann (Unternehmer, 1836) (1836–1918), deutscher Chemie-Unternehmer
- Emil Reimann (Unternehmer, 1871) (1871–1925), deutscher Bäckereiunternehmer
- Erich Reimann (Fabrikant) (1901–1978), deutscher Unternehmer und Wirtschaftsmanager
- Erich Reimann (Bürgermeister) (1912–1978), Stadtdirektor und Bürgermeister von Ludwigshafen
- Ernst Reimann (vor 1925–2007), deutscher Grafiker und Fachpublizist
- Erwin Müller-Reimann (* 1944), deutscher Sachbuchautor
- Eugen Reimann (1845–nach 1911), deutscher Lehrer und Astronom

### F
- Felix Reimann (* 1964), deutscher Flötist und Dirigent
- Felix Reimann (Wirtschaftswissenschaftler) (* 1980), deutscher Wirtschaftswissenschaftler und Professor für Internationales Management
- Frank Reimann (* 1967), deutscher Volleyballspieler
- Franz Reimann (Komponist) (1855–1926), deutscher Komponist, Chorleiter und Musikpädagoge
- Franz Johann Reimann (1902–1968), deutscher Kommunalpolitiker (Zentrum)
- Frida Reimann (1899–1996), deutsche Politikerin (KPD)
- Friedrich Reimann (Maler) (1896–1991), deutscher Maler
- Friedrich Reimann (Mediziner) (1897–1994), deutscher Mediziner
- Fritz Reimann (1924–2018), Schweizer Gewerkschafter und Politiker

### G
- Georg Reimann (1570–1615), deutscher Dichter und Rhetoriker
- Georg Reimann (Journalist) (1899–nach 1964), deutscher Journalist
- Georg J. Reimann (1907–nach 1969), deutscher Architektur- und Kunsthistoriker
- Gerhard Reimann (1926–2011), deutscher Sportjournalist
- Gero Reimann (1944–2009), deutscher Schriftsteller
- Gottfried Reimann-Hunziker (1908–1968), Schweizer Chirurg und Urologe
- Günter Reimann (1904–2005), deutscher Ökonom und Journalist
- Günter Reimann-Dubbers (* 1942), deutscher Unternehmer und Mäzen
- Günther Reimann (1924–1998), deutscher Politiker (SPD), Mitglied des Abgeordnetenhauses von Berlin
- Gustav Reimann (1829–1902), deutscher Mediziner

### H
- Hans Reimann (Verbandsfunktionär) (1888–1978), deutscher Verbandsfunktionär
- Hans Reimann (Autor) (1889–1969), deutscher Autor
- Hans-Georg Reimann (* 1941), deutscher Geher
- Hans Gerhard Reimann-Dubbers (* 1937), deutscher Unternehmer
- Hanspeter Reimann (* 1952), Schweizer Komponist
- Hans Peter Reimann, deutscher Radrennfahrer
- Hartwig Reimann (* 1938), deutscher Kommunalpolitiker (SPD)
- Heike Reimann (* vor 1972), deutsche Historikerin
- Heinrich Reimann (1850–1906), deutscher Musikwissenschaftler, Organist und Komponist
- Heinrich Reimann (Diplomat) (1944–2007), Schweizer Diplomat
- Heinz Reimann (Parteifunktionär) (1914–1985), deutscher Parteifunktionär der SED und Diplomat
- Heinz Reimann (Tischtennisspieler) (* 1934), deutscher Tischtennisspieler
- Helene Reimann (1893–1987), deutsche Künstlerin
- Helga L. Reimann (* 1937), deutsche Soziologin und Hochschullehrerin
- Horst Reimann (Soziologe) (1929–1994), deutscher Soziologe und Ethnologe
- Horst Reimann (Politiker) (* 1929), deutscher Politiker (DA, CDU), MdA Berlin
- Horst R. Reimann, siehe Horst Reimann (Soziologe)

### I
- Ignaz Reimann (1820–1885), Lehrer, Kirchenmusiker und Komponist
- Ivan Reimann (* 1957), deutsch-tschechischer Architekt

### J
- Johann Balthasar Reimann (1702–1747/49), deutscher Kantor, Organist und Komponist

### K
- Karl Reimann (Gewerkschafter) (1900–1973), deutscher Gewerkschafter (SED, VVN), Häftling im KZ Buchenwald
- Karl Heinz Reimann (* 1990), chilenischer Fußballspieler
- Karl Ludwig Reimann (1804–1872), deutscher Chemiker
- Kay Wolfgang Reimann (* 1971), deutscher Koch und Politiker (CDU), MdVK
- Kerstin Reimann (* 1960), deutsche Schauspielerin
- Konny Reimann (* 1955), deutscher Unternehmer und Fernsehpersönlichkeit
- Kurt Reimann (1913–2001), deutscher Opernsänger (Tenor) und Schauspieler

### L
- Leopold Reimann (* 1997), deutscher Para-Ruderer und Para-Eishockeyspieler
- Lukas Reimann (* 1982), Schweizer Politiker (SVP)

### M
- Manfred Reimann (1928–2022), deutscher Politiker (SPD)
- Manuela Reimann (* 1968), deutsche Fernsehdarstellerin und Unternehmerin
- Margarete Reimann (1907–1990), deutsche Musikhistorikerin und Hochschullehrerin
- Marieke Reimann (* 1987), deutsche Journalistin und Autorin
- Martin Reimann (Abt) (1798–1878), Schweizer Verwalter, Pädagoge und Abt von Wettingen-Mehrerau
- Martin Reimann (Eisenhüttenmann) (1902–1978), deutscher Eisenhüttenmann
- Martin Reimann (Fußballspieler) (* 1963), deutscher Fußballspieler
- Martin Reimann (Wirtschaftswissenschaftler) (* 1978), deutscher Wirtschaftswissenschaftler
- Mathias Reimann (* 1955), deutscher Jurist, Rechtswissenschaftler und Hochschullehrer
- Matthias Reimann-Andersen (* 1965), deutscher Unternehmer
- Matthieu Reimann (1565 – nach 1625), deutscher Lautenist, Komponist und Jurist
- Max Reimann (Schauspieler, 1875) (1875–1943), deutscher Schauspieler
- Max Reimann (Architekt) (1879–?), Stadtbaudirektor in Leipzig
- Max Reimann (1898–1977), deutscher Politiker (KPD, DKP)
- Max Reimann (Politiker, 1930) (* 1930), deutscher Politiker (REP)
- Max Reimann (Schauspieler, 1953) (* 1953), deutscher Schauspieler
- Maximilian Reimann (* 1942), Schweizer Politiker (SVP)
- Michael Reimann (* 1951), deutscher Multi-Instrumentalist, Komponist und Autor

### N
- Nick Romeo Reimann (* 1998), deutscher Schauspieler
- Norbert Reimann (* 1943), deutscher Archivar und Historiker

### O
- Oscar Schulthess-Reimann (1871–1953), Schweizer Chemiker
- Otto Reimann (1871–1956), deutscher Theaterschauspieler, Regisseur und Theaterintendant

### P
- Paul Reimann (Widerstandskämpfer) (1880–1944), deutscher Widerstandskämpfer gegen den Nationalsozialismus
- Paul Reimann, ursprünglicher Name von Pavel Reiman (1902–1976), tschechischer Germanist, Kafka-Kenner, Redakteur, Literaturhistoriker und Schriftsteller
- Paula Reimann (1884–1973), Schweizer Theaterschauspielerin
- Peter Reimann (1919–1955), deutscher Zeichner und Karikaturist
- Philipp Schmidt-Reimann (* 1977), deutscher Restaurator
- Plazidus Reimann (1594–1670), Abt von Einsiedeln

### R
- René Reimann (* 1967), deutscher Wasserballspieler
- Richard Reimann (1892–1970), deutscher General
- Robert Reimann (1911–1987), Schweizer Politiker (CVP)
- Rolf Reimann (* 1924), deutscher Maler, Zeichner und Illustrator
- Rose Reimann-Hunziker (1912–2000), Schweizer Gynäkologin und Geburtshelferin
- Rudolf Reimann (General) (Rudolf Johannes Reimann; 1884–1946), estnischer Generalmajor
- Rudolf Reimann (Beamter) (1890–1964), deutscher Regierungsbeamter
- Rudolf Reimann (Schriftsteller) (1893–1957), estnischer Schriftsteller
- Rudolf Reimann (Unternehmer) (1934–2021), österreichischer Unternehmer und Verbandsfunktionär
- Rudolf Reimann (Numismatiker) (* 1942), deutscher Numismatiker

### S
- Sandra Reimann (* vor 1976), deutsche Germanistin, Linguistin und Hochschullehrerin
- Sascha Reimann (* 1973), deutscher Musiker, Rapper und Schauspieler
- Stefan Reimann-Andersen (* 1963), deutscher Unternehmer
- Susanne Reimann (* 1964), deutsche Moderatorin
- Sven Reimann (* 1994), deutscher Fußballspieler

### T
- Tassilo Reimann (1856–1929), österreichischer Benediktiner, Forstdirektor, Präparator und Sammler
- Theodor Reimann (Teodor Reimann; 1921–1982), tschechoslowakischer Fußballtorwart
- Therese Reimann, Geburtsname von Therese Dessoir (1810–1866), deutsche Theaterschauspielerin
- Thomas Reimann (auch TMVO Reimann; * 1953), deutscher Glaskünstler, Maler, Bildhauer und Designer

### U
- Udo Reimann (1939–2023), deutscher Bildhauer
- Uta Reimann-Höhn (* 1962), deutsche Autorin

### V
- Viktor Reimann (1915–1996), österreichischer Journalist, Schriftsteller und Politiker (VdU)
- Villem Reimann (1906–1992), estnischer Komponist
- Volker Reimann-Dubbers (1943–2024), deutscher Chemiker und Stifter

### W
- Walter Reimann (1887–1936), deutscher Maler
- Wilhelm Reimann (1882–1952), deutscher Politiker (SPD)
- Willi Reimann (* 1949), deutscher Fußballspieler und -trainer
- Wolfgang Reimann (Kirchenmusiker) (1887–1971), deutscher Kirchenmusiker, Organist und Hochschullehrer
- Wolfgang Reimann (Jurist) (* 1942), deutscher Rechtswissenschaftler und Hochschullehrer
- Wolfgang Reimann (Unternehmer) (* 1952), deutscher Unternehmer
- Wolfgang R. Reimann (* 1944), deutscher Heimatforscher und Fotograf